# 유시민의 경제학 카페
《유시민의 경제학 카페》는 한국의 경제학자, 저술가, 시사평론가, 정치가, 교육자인 유시민의 저서이다.
이명박 정부의 교육인적자원부에서 선정한 우수권장도서이며 대한민국 학교에서 널리 논술교재로 채택되고 있다.

## 주요 내용
이 책은 기존의 경제학 서적처럼 경제이론과 공식만을 다루지 않는다. 물론 경제이론과 공식이 등장하기는 하나 대중을 위해 쓰여진 만큼 최소한만 등장한다. 그리고 그 이론과 공식을 탐구하기보다 그것의 사회경제적 의미에 대해서 생각해 보는 사회학적 상상력으로 쓰였다. 시장을 통해 우리, 국가, 세계를 이해하는 여행으로 보면 된다.

## 목차
- 1부 - 인간과 시장
- 2부 - 시장과 국가
- 3부 - 시장과 세계

## 저자의 참고 도서
- 《경제학원론》- 이준구, 이창용 저. 법문사
- 《죽은 경제학자의 살아있는 아이디어》 - 토드 벅홀츠 저. 김영사
- 《고전으로 읽는 경제사상》 - 로버트 하일브로너 저. 민음사
- 《불확실성의 시대》 - J. K. 갤브레이스 저. 흥신문화사
- 《경제사상사》 - E. K. 헌트 저. 풀빛
- 《자유주의 사회경제사상》 - 이근식 저. 한길사
- 《자유로서의 발전》 - 아마티아 센 저. 세종연구원
- 《안락의자의 경제학자》 - 다니엘 랜스버그 저. 한화경제연구원
- 《유쾌한 경제학》 - 토드 벅홀츠 저. 김영사
- 《페레스트로이카》 - 미하일 고르바초프 저. 시사영어사
- 《세계화의 덫》 - 한스 피터 마르틴, 히랄드 슈만 저. 영림카디날